# Muhammad VI al-Habib
Muhàmmad VI al-Habib (àrab: محمد الحبيب باي, Muḥammad al-Ḥabīb Bāy), conegut pels francesos com Habib Bey (El Bardo, 13 d'agost de 1858 - Cartago 13 de febrer de 1929) fou bei de Tunis de la dinastia dels husaynites de Tunísia, del 1922 al 1929. Era fill del príncep Muhammad al-Mamun Mimoune (1819-1861) que al seu torn era el germà següent en edat d'Alí III ibn al-Hussayn i cinquè fill d'al-Hussayn II ibn Mahmud (d'un total de nou fills).
Fou declarat príncep hereu el 12 de maig de 1906 i al mateix temps va rebre el rang de general de divisió; i va succeir el seu cosí Muhàmmad V an-Nàssir quan va morir el 8 de juliol de 1922 sent nomenat mariscal el 10 de juliol de 1922. Fou el primer bey el nom del qual va substituir al del sultà otomà a la pregària del divendres (khutba).
El resident general Lucien Saint el va convidar a visitar casa seva a França amb els seus fills Azzeddine Bey i Lamine Bey, i el 26 de juliol de 1923 van anar a Marinhac, a l'Alta Garona; van repetir l'estada a l'any següent.
Va morir el 13 de febrer de 1929 i el va succeir el seu cosí Ahmad II ibn Ali, fill d'Ali Muddat ibn al-Husayn.